# Denys Raboula Antoine Beylouni
Denys Raboula Antoine Beylouni (Chayah, Síria, 8 de agosto de 1930) é arcebispo emérito da Cúria do Patriarcado Sírio Católico de Antioquia.

## Biografia
Denys Raboula Antoine Beylouni recebeu o Sacramento da Ordem pelo Patriarcado Sírio Católico de Antioquia em 17 de outubro de 1954.
Em 12 de julho de 1983, o Papa João Paulo II o nomeou bispo titular de Mardin dei Siri e bispo auxiliar no Patriarcado Católico Siríaco de Antioquia. O Patriarca Sírio Católico de Antioquia, Inácio Antoine II Hayek, o consagrou bispo em 18 de dezembro do mesmo ano, na Catedral da Anunciação da Eparquia de Beirute; os co-consagradores foram o Arcebispo da Arqueparquia Siríaca Católica de Damasco, Eustathe Joseph Mounayer, e o Bispo Auxiliar do Patriarcado Siríaco Católico de Antioquia, Grégoire Ephrem Jarjour.
Em 1º de junho de 1991, Denys Raboula Antoine Beylouni foi nomeado Arcebispo da Arqueparquia Sírio-Católica de Aleppo.
Beylouni foi transferido da Arquieparquia de Aleppo em 16 de setembro de 2000, sendo nomeado arcebispo titular de Mardin dei Siri e arcebispo da Cúria no Patriarcado Católico Siríaco de Antioquia.
Em 1º de março de 2011, Denys Raboula Antoine Beylouni teve sua renúncia aceita ao cargo de Arcebispo da Cúria do Patriarcado Católico Siríaco de Antioquia.